# Lasca

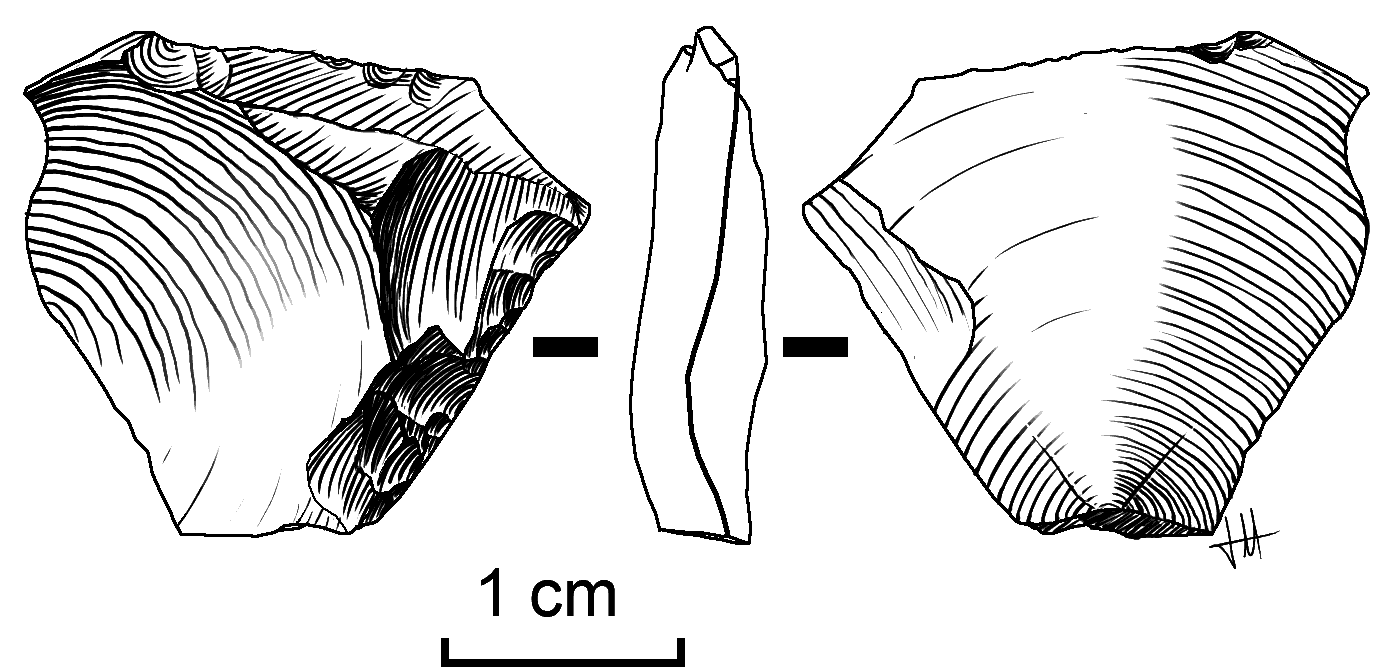
Lasca de sílex en cuyo dibujo es posible apreciar lo afilado de su borde. Vemos su cara dorsal (con negativos de lascados anteriores), el talón y la cara ventral con el concoide y las ondas de fractura.

Una lasca, en sentido amplio, es cualquier producto de la talla intencional por el ser humano de una roca, que se desprende de la masa pétrea (que, en sentido general llamamos núcleo, pero que puede ser un bloque de piedra, un guijarro o un utensilio en proceso), y que adquiere forma de esquirla cortante. La talla puede realizarse golpeando directamente con un percutor (de piedra, de asta, de madera o, incluso, de metal), o golpeando indirectamente con un cincel (que, también puede ser de asta o de metal), o al someter la pieza-núcleo a una fuerte presión con una púa o compresor. Las lascas tienen formas y tamaños muy diversos, desde los microscópicos, hasta los que superan los 30 centímetros; pero, en general, comparten una serie de caracteres comunes que permiten reconocerlas como tales.
Por otro lado, las lascas pueden ser un objetivo buscado por el tallista o, por el contrario, el desecho resultante de fabricar una pieza nuclear (por ejemplo, un bifaz). Asimismo, las lascas pueden ser útiles per se, sin modificación alguna, en bruto (pues tienen, generalmente, un filo natural muy agudo y efectivo), o pueden recibir una transformación hasta convertirse en un utensilio concreto (una raedera o un raspador, por ejemplo), entonces se habla del retoque de las lascas. Es decir, a menudo, las lascas son soportes para fabricar una enorme variedad de utensilios.

## La rotura de una lasca y su características

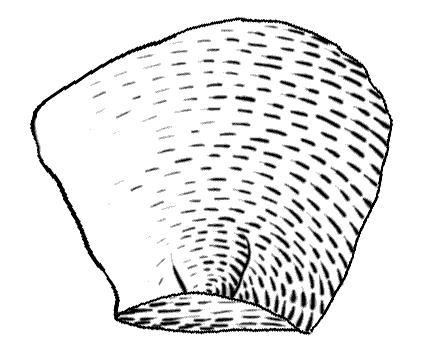
Cara inferior o ventral de una lasca, con su característica forma de concha de bivalvo.

A raíz de las investigaciones se sabe que los tallistas prehistóricos (o los que tallan a la manera prehistórica aunque sea en periodos subactuales, por ejemplo, los trilleros) eligen, como materia prima, rocas duras criptocristalinas de rotura concoidea. Esto es, rocas con una estructura amorfa, pero homogénea, en la que, durante la talla, se producen ondas vibratorias que se transmiten de igual modo en todas direcciones (el vidrio doméstico sería un buen ejemplo, si tiene el grosor adecuado, para ver las características de la fractura concoidea). La talla origina diferentes tipos de ondas, entre las que nos interesan, por ser más fuertes, las longitudinales: es decir, la onda de choque y la onda de fractura (la primera es más rápida que la segunda). Estas ondas suelen seguir una pauta muy común, dejando, al propagarse, unas marcas características en la zona de desgarro, por ejemplo, la que da nombre al tipo de fractura, el concoide, o los bordes: las aristas extremadamente afiladas de la propia lasca, que son la razón de que éstas hayan sido fabricadas desde la Prehistoria más remota.

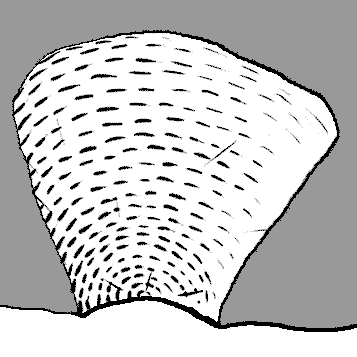
Negativo de lascado.

El «concoide» es la parte más notoria de la cara inferior (o ventral) de la lasca; esto es, la superficie a lo largo de la cual se produce la fractura que separa la lasca del núcleo. Veamos su descripción. El «punto de impacto» que, en realidad, es una pequeña superficie, cuasi circular o elíptica, en la que el percutor entra en contacto con la roca; es el origen desde el que se desarrolla un tronco de cono (que los especialistas llaman «cono de percusión»), que se va abombando hasta adquirir una forma similar a la concha de un molusco bivalvo, de ahí el nombre de concoide. Después, la curva de la cara inferior se suaviza hasta casi desaparecer. Por el contrario, en el núcleo queda la impronta de la lasca, el llamado negativo de lascado (o, simplemente, lascado), que tiene la misma morfología pero inversa: un contraconcoide más o menos pronunciado y, a continuación, una superficie sutilmente cóncava.
Dado que las rocas raramente carecen de impurezas o fisuras, la onda de fractura suele sufrir alteraciones que, lejos de ser un inconveniente, permiten estudiar mejor la talla a la manera prehistórica. Así, aparecen diversas señales muy útiles en el estudio de los artefactos prehistóricos tallados. En líneas generales, los elementos más comunes son:
- Las ondas de fractura: son interferencias que afectan a la rotura de la roca, haciendo oscilar el frente de fisuración, formando anillos u olas parecidas a las que hace una piedra al caer al agua (sólo que no suelen ser circulares, sino parabólicas, y, además. concéntricas, es decir, homofocales). Estas ondulaciones suelen indicar el origen del golpe con el que fue extraída la lasca, en el caso de que no se conserve el concoide o el punto de impacto. Por lo que son muy útiles.
- Las lancetas radiales son, en cambio, estigmas ahusados provocados por pequeñas impurezas. A partir de las mismas surgen, como rayos luminosos, o, mejor, como zonas de sombra muy alargada, unas marcas lineales que señalan el lugar de donde viene la onda de choque y hacia donde se expande. Las lancetas son particularmente abundantes a los lados del cono de percusión (marcando muy bien el punto de impacto), y en los bordes afilados de la lasca (de modo que podemos reconocer si ésta tiene las aristas mejor o peor conservadas).
- Microlascados trapezoidales: cuando la onda de fractura alcanza el límite de la roca, suelen saltar esquirlas microscópicas sucesivas (microlascas), que dejan su marca en el núcleo (en forma de trapecios encadenados), en el nervio del negativo del lascado. En una pieza tallada (no solamente un núcleo), con varios negativos, los microlascados, junto con las lancetas, indican cuál de los lascados es anterior y cuál es posterior. Esto es esencial para reconstruir los gestos del artesano que talló la pieza.
- La esquirla parásita: justamente en el concoide, no siempre, pero a menudo, aparece una pequeña lasquita adherida o, si ésta ha saltado, su negativo. No existe una explicación clara para este fenómeno, pero, al parecer, podría ser el resultado del reflejo de la onda de choque que forma una onda de fractura secundaria.

## Anatomía de una lasca
Se considera que una lasca completa tiene tres caras:
- La cara inferior o ventral, que es la superficie de desgarro de la lasca al desprenderse del núcleo y que, como hemos dicho, conserva el punto de impacto, el concoide y los demás elementos relacionados, de los que ya hemos hablado. Únicamente añadir que la cara inferior puede orientar a los expertos en la talla de la piedra sobre el método con el que se extrajo la lasca y el tipo de percutor o herramienta empleada para esta labor.
- La cara superior o dorsal, que es la porción de cara de lascado del núcleo que se extrae con la lasca. Esta parte, lógicamente, se lleva consigo restos de la superficie visible del soporte original, es decir, restos de la corteza natural de la materia prima (representada por medio de un fino y disperso punteado en los dibujos) o, negativos de lascas extraídas previamente. Estas improntas, negativos de lascado incompletos, informan de ciertas características del núcleo, y se separan entre sí por los llamados nervios.
- El talón, que normalmente se representa en la parte baja del dibujo,[6] es el trozo de núcleo que entró en contacto con el percutor, desprendiéndose junto con la lasca.[7] El talón, entre otras cosas, aporta información sobre si hubo o no preparación previa de la zona del núcleo que iba a recibir el impacto. Por eso, se distinguen diferentes tipos:
  - Talón cortical: formado por la corteza natural de la roca que compone el núcleo.
  - Talón liso: formado por un negativo de lascado (incompleto, pues la mayor parte del mismo quedará en el núcleo).
  - Talón diedro: formado por dos negativos de lascado previos.
  - Talón facetado: formado por tres o más negativos de lascado. Un talón facetado indica que el núcleo ha recibido una preparación especial, por medio de numerosos golpes previos, que dan forma a la plataforma de percusión en el núcleo. Es decir, un talón facetado indica mayor sofisticación que el resto de los tipos de talón.
  - Talón lineal: es el que está formado por una superficie tan estrecha y alargada que se parece a una arista cortante.
  - Talón puntiforme: el que está formado únicamente por el punto de impacto, siendo apenas visible.

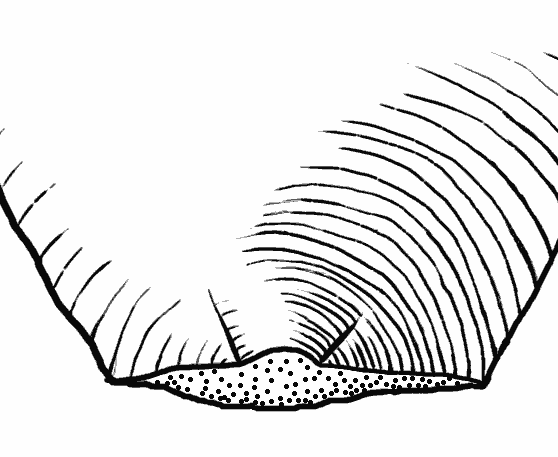
Talón cortical
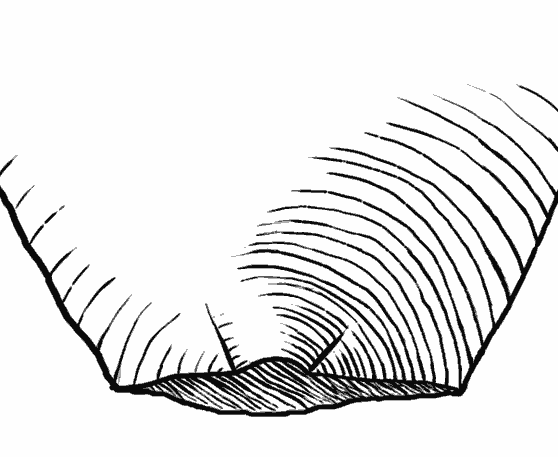
Talón liso
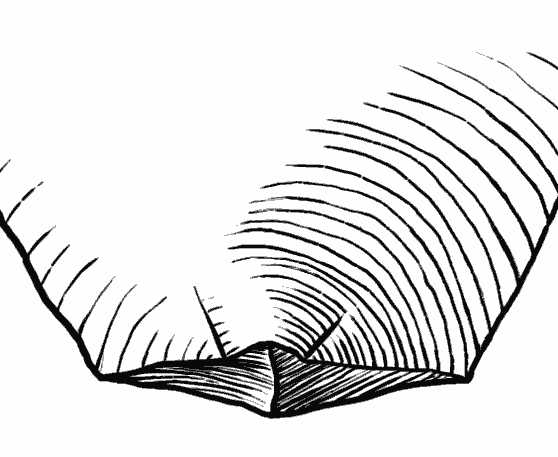
Talón diedro

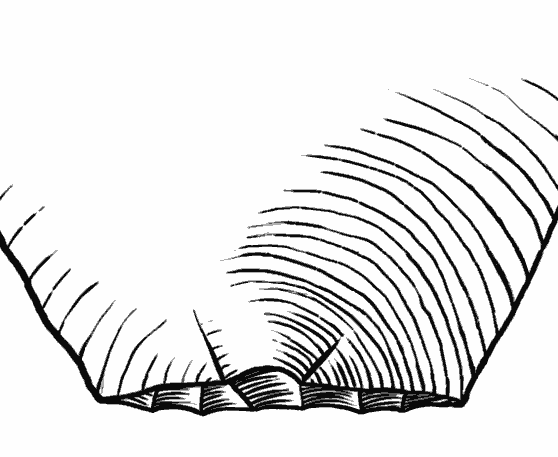
Talón facetado
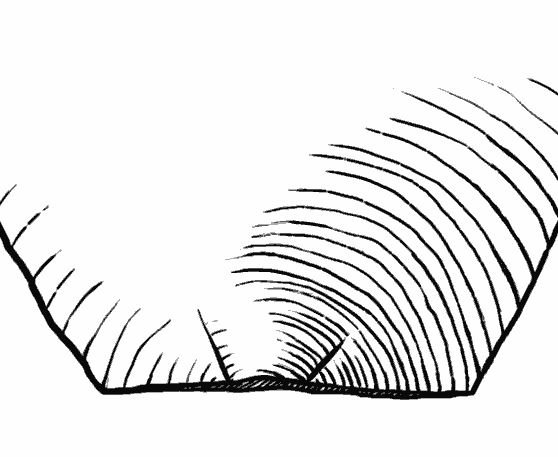
Talón lineal
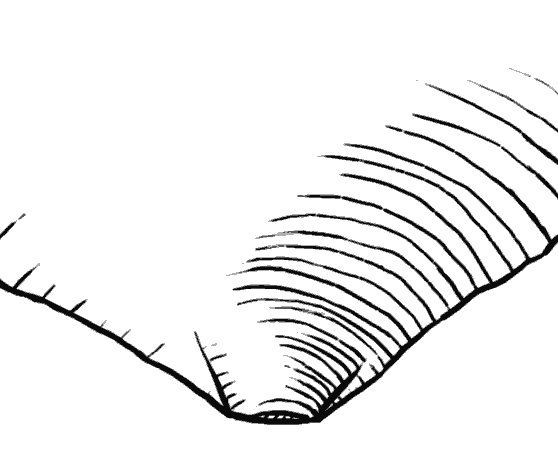
Talón puntiforme

Hay más tipos de talón, pero éstos son los fundamentales.

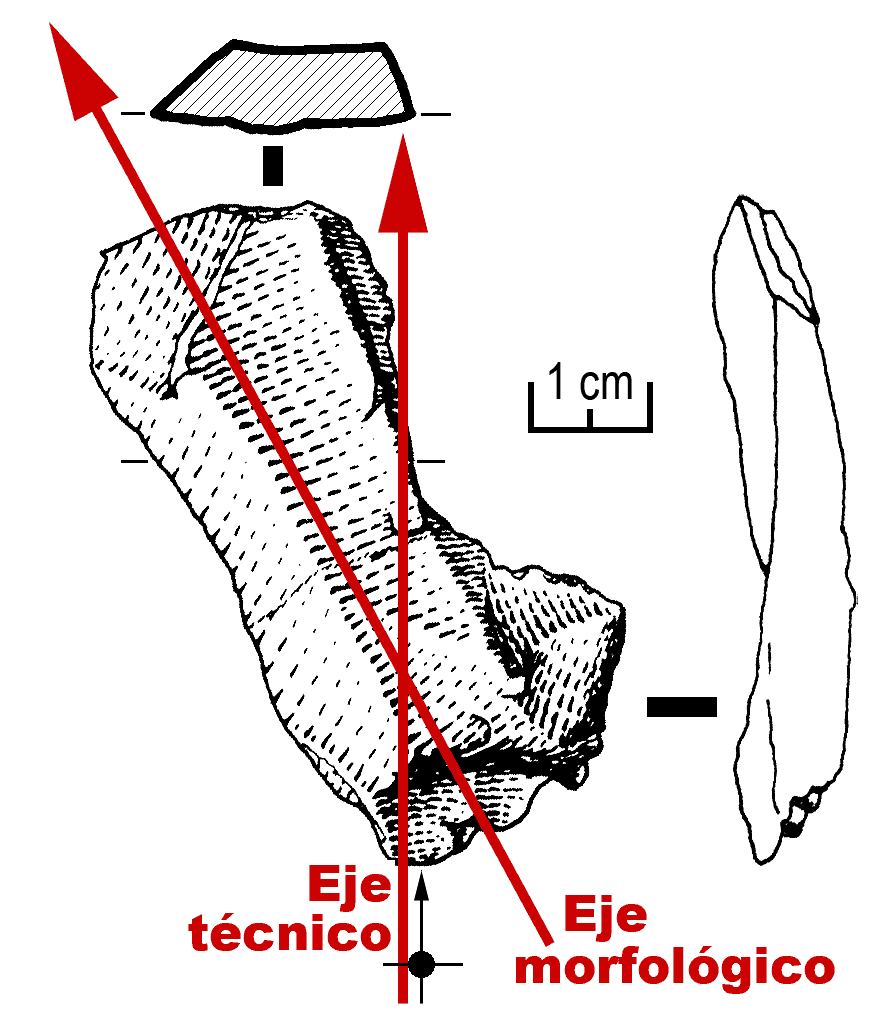
Ejemplo de los ejes técnico y morfológico en una lasca prehistórica desviada

La posición de la pieza a dibujar o a analizar varía según los diferentes autores o según la descripción del tipo de útil, dependiendo de la presencia o no de retoque, tanto como del tipo de soporte, alternándose, a veces, entre los dos. Para una lasca sin retocar, el punto de impacto y la dirección de percusión (al ser extraída las lasca) se utilizan como guía para orientarla en su estudio, de modo que se coloca, convencionalmente, con dicho punto de impacto hacia abajo y viendo su cara superior o dorsal. De este modo, la parte del talón y sus proximidades, que debería quedar hacia abajo en los dibujos, se denomina «zona proximal», y el extremo opuesto, que quedaría hacia arriba, recibe el nombre de «zona distal», siendo la «zona mesial» la que queda en medio de la anteriores. Sin embargo, para facilitar la interpretación y la comprensión de un útil plasmado en un dibujo, es necesario adoptar un cierto número de símbolos y definirlos claramente, ya que hasta ahora éstos no son de aplicación universal. El eje que domina la orientación, y que coincide con la dirección de percusión en el lascado, se llama «eje técnico». Esta orientación convencional de la lasca nos indica, además, cual es el «borde derecho»  y cual es el «borde izquierdo», cuya denominación no cambiará aunque estudiemos la lasca desde otros puntos de vista.

## Clases de lascas
Hemos definido las lascas sensu lato como un producto cualquiera de la talla; pero, en sus investigaciones, los especialistas (tipólogos líticos) discriminan diferentes clases de lascas según los factores tenidos en cuenta al analizarlas. Por ejemplo, si ahora enunciásemos las variantes regionales, cronológicas o culturales, la lista sería interminable, por eso son más accesibles los puntos de vistas más universales:
Desde el punto de vista de la morfología lítica tenemos las lascas sensu stricto (incluimos aquí ciertos tipos de lascas triangulares que, a veces, se denominan puntas), las hojas (o láminas) y las hojitas (o laminitas). La opción más clásica sea, quizá, la de François Bordes, que separa las lascas de las hojas por medio de la proporción longitud/anchura.: si la longitud de la pieza, medida según su eje técnico, es el doble o superior a su anchura, se trata de una hoja. Esta misma definición es aceptada por una gran parte de tipólogos (entre ellos Brézillon, el equipo de Jacques Tixier y otros...). Leroi Gourhan, quizá a causa de su mayor inclinación por la cultura Magdaleniense, es más exigente, proponiendo los siguientes «módulos de talla» para las lascas (simplificado):
- Lascas muy anchas: aquellas en las que la anchura supera la longitud
- Lascas comunes: la que tienen la longitud ligeramente superior a su anchura, aproximadamente un tercio
- Lascas laminares: las que tienen la longitud el doble que la anchura
- Hojas: las que tienen una longitud como mínimo el triple que la anchura

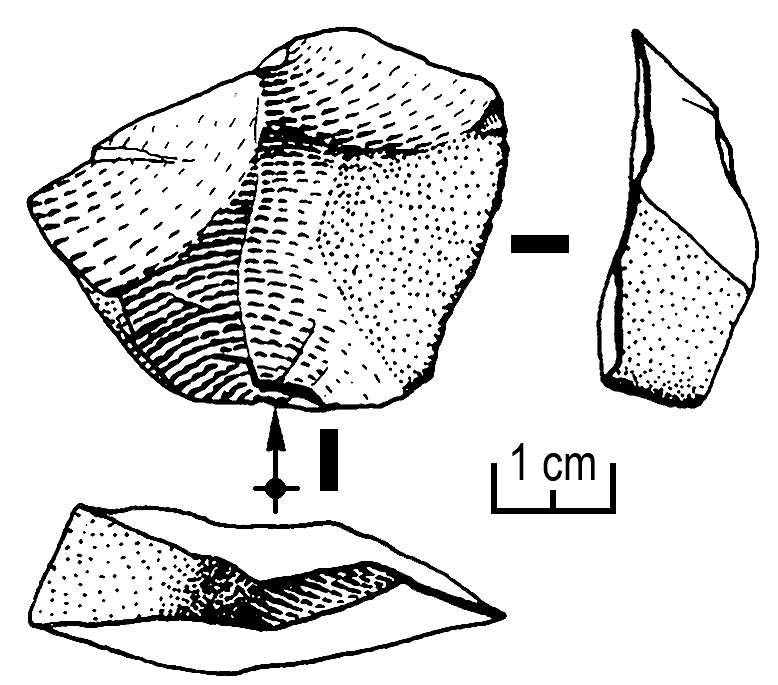
Lasca muy ancha (talón mixto)
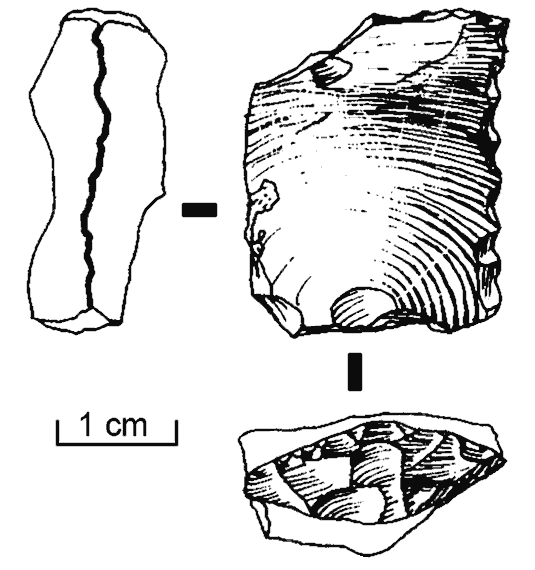
Lasca común (talón facetado)
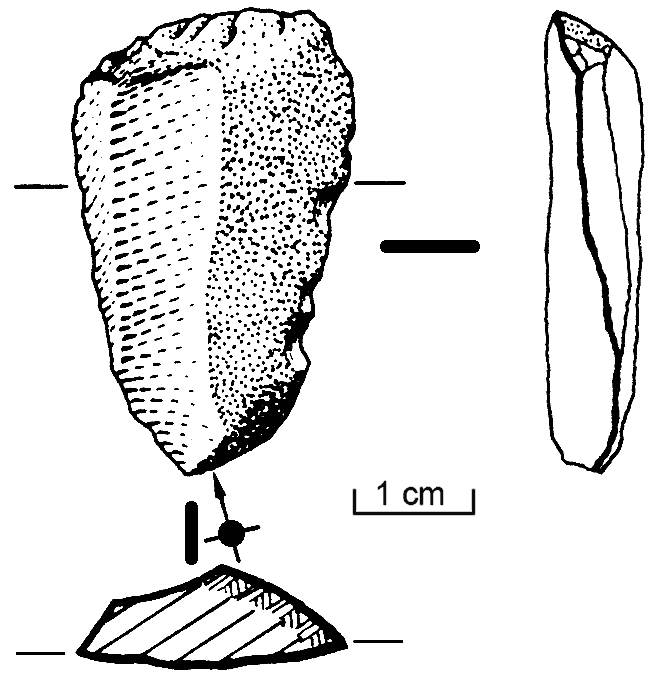
Lasca laminar (talón cortical)
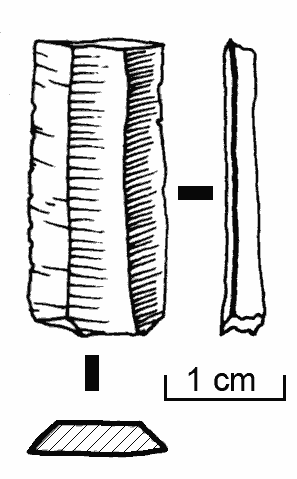
Hoja (no conserva el talón)

Aparte, distingue los tamaños: tomando un gran número de productos de talla de todos los continentes, considera que cualquiera que supere los 15 centímetros es ya muy grande, los 8 centímetros son el tamaño medio (para lascas y hojas), siendo las lasquitas y las hojitas inferiores a 2 o 3 centímetros en su medida mayor.
Desde el punto de vista de la tecnología lítica se separan las lascas denominadas vulgares (aquellas de las que se desconoce su posición en la cadena operativa pero que pueden ser utensilios funcionales), las «lascas características» (las que sí tienen un lugar conocido dentro de la cadena operativa) y los desechos y accidentes de talla, algunos son también «desechos característicos», por lo que han sido cuidadosamente clasificados. Además, estarían los materiales residuales de la talla sin más, comúnmente, lascas excesivamente pequeñas, esquirlas o trozos y astillas sin forma concreta (para los que, a veces, se usa el galicismo «débris») No obstante, hay que aclarar que cualquier lasca ordinaria es un útil potencial.
Como hemos dicho, las llamadas lascas vulgares son aquellas cuya situación en la cadena operativa se desconoce, son las más comunes pero, incluso entre ellas, pueden distinguirse variedades (por ejemplo, por tamaño, como ya se ha comentado), o por la cantidad y localización de corteza natural de la roca soporte («córtex»), destacando las lascas con una característica forma de gajo de cítrico, con córtex en un lateral, más o menos perpendicular al plano de aplastamiento de la lasca (como si tuviera una cuarta cara, aparte de la dorsal, la ventral y el talón; cara que a menudo se llama «dorso natural»).
Las lascas características, en cambio, tienen una posición conocida dentro de la cadena operativa gracias a las cicatrices especiales que tienen (una lasca que resulta de la extracción de un núcleo; una lasca que resulta de la talla de un bifaz; o una lasca de retoque, etc.); pero, como hay infinidad de cadenas operativas según las coordenadas culturales o geográficas o cronológicas, su enumeración resulta inabarcable. En líneas generales podemos distinguir tres grandes grupos:
- Los desechos característicos, que aparecen al fabricar un artefacto con determinadas técnicas. La lasca característica más universal es la lasca cortical (que tiene corteza en su cara superior y en el talón, con el que, de hecho, se confunde), es la primera lasca extraída en una cadena operativa cualquiera, porque todas empiezan por extraer una primera lasca; a menudo, para distinguirlas, se usa el galicismo «entames» (los ingleses, a menudo emplean la expresión opening flake que resulta tremendamente descriptiva). Otra lasca característica es la «seudopunta seudolevallois», una lasca que aparentemente es Levallois, pero que, en realidad, es una lasca común, solo que resulta de aquellas cadenas operativas con talla centrípeta y bifacial, por ejemplo, de un núcleo o de un útil nuclear. También son típicas las lascas Kombewa fortuitas (no obtenidas intencionadamente); éstas resultan de elaborar útiles sobre lasca con retoque inverso en la zona proximal del soporte. Otra lasca típica de un determinado tipo de retoque es la «lasca clactoniense». Más desechos característicos son las lascas de reavivado de piezas bifaciales (bifaces) por medio de golpes de «tranchet», igualmente las virutas de buril, los microburiles y los ápices triédricos (ambos residuos propios de usar la llamada técnica del microburil). Y, en los núcleos para hojas y hojitas, las llamadas «hojas de cresta» (resto de la preparación previa a la obtención de las propias hojas) y las tabletas de reavivado de la plataforma de percusión. Hay más pero éstas sirven de muestra.

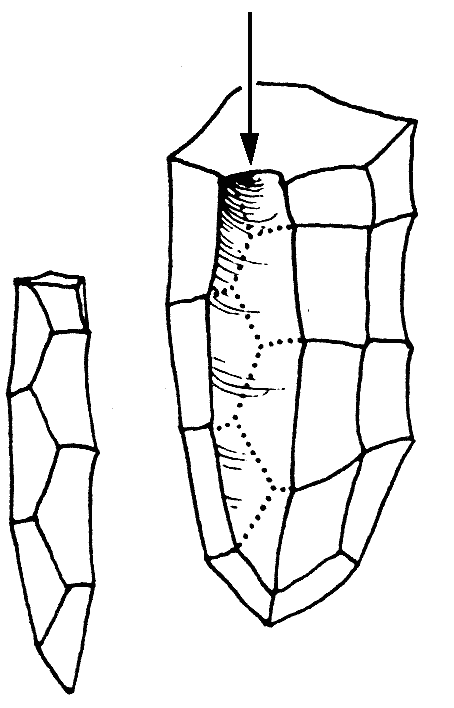
Un desecho característico, la hoja de cresta que prepara un núcleo para hojas
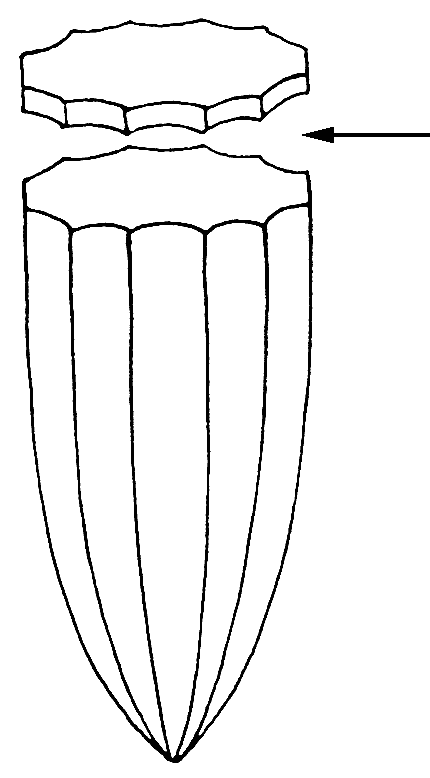
Otro desecho característico, la tableta de reavivado de la plataforma de percusión
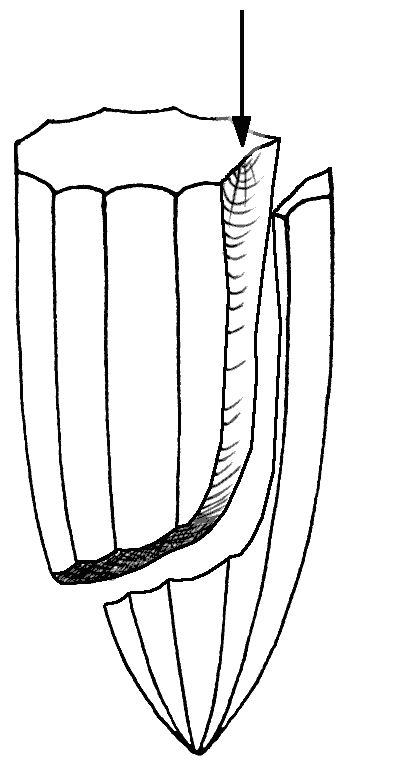
Un accidente de talla: una hoja sobrepasada, que se lleva parte del núcleo
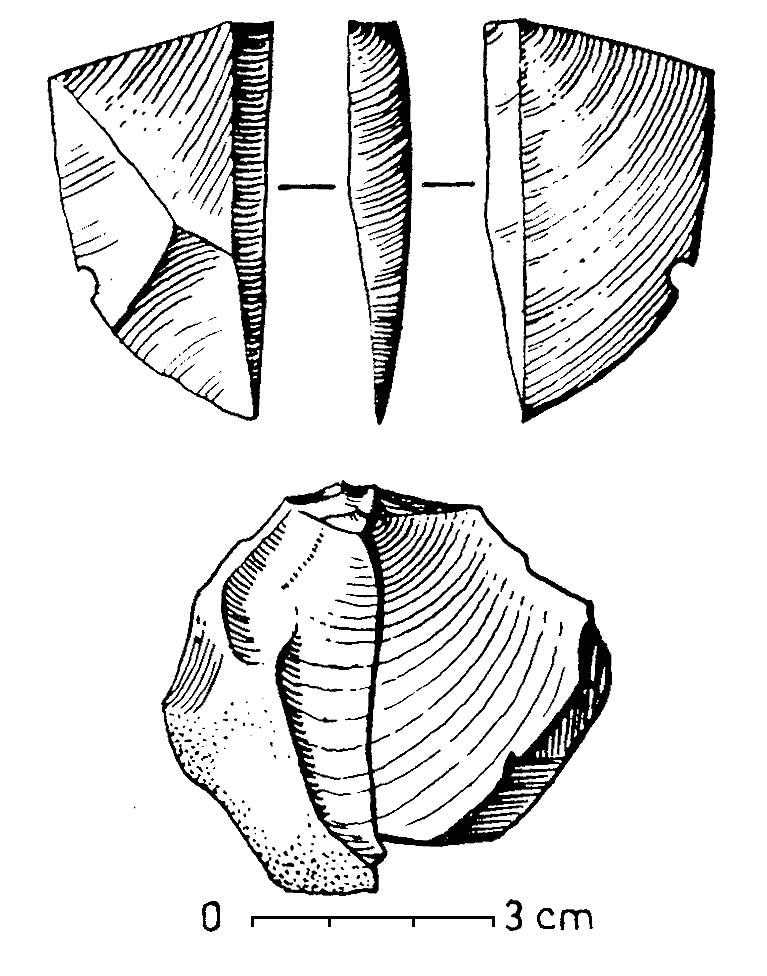
Otro accidente de talla, el seudoburil de Siret, una rotura fortuita de una lasca

- Los accidentes de talla. Gracias a los experimentos de talla es posible reconocer lascas características de determinados hechos fortuitos, por ejemplo, las lascas u hojas reflejadas (en las que la onda de fractura no llega al final, sino que cambia bruscamente de dirección, hacia la superficie del núcleo, resultando lascas demasiado cortas y con la extremidad roma), las lascas u hojas sobrepasadas (es el efecto contrario, la onda de fractura va hacia el interior del núcleo, resultando lascas sin filo, ya que se llevan toda la superficie de lascado); lascas u hojas rotas al extraerse (la onda de fractura se divide en numerosas ondas, haciendo pedacitos el producto deseado), los «seudoburiles de Siret»[14] son lascas partidas por la mitad, a través de su eje técnico, a causa de una onda de fractura ortogonal a la onda normal de lascado, saliendo así dos medias lascas casi iguales.
- Los productos finales, considerados útiles per se cuando su forma ha sido predeterminada por métodos específicos de lascado. Los más importantes son las lascas Levallois y Kombewa, las puntas Levallois, las hojas y las hojitas; así como todas su variantes regionales o cronológicas.

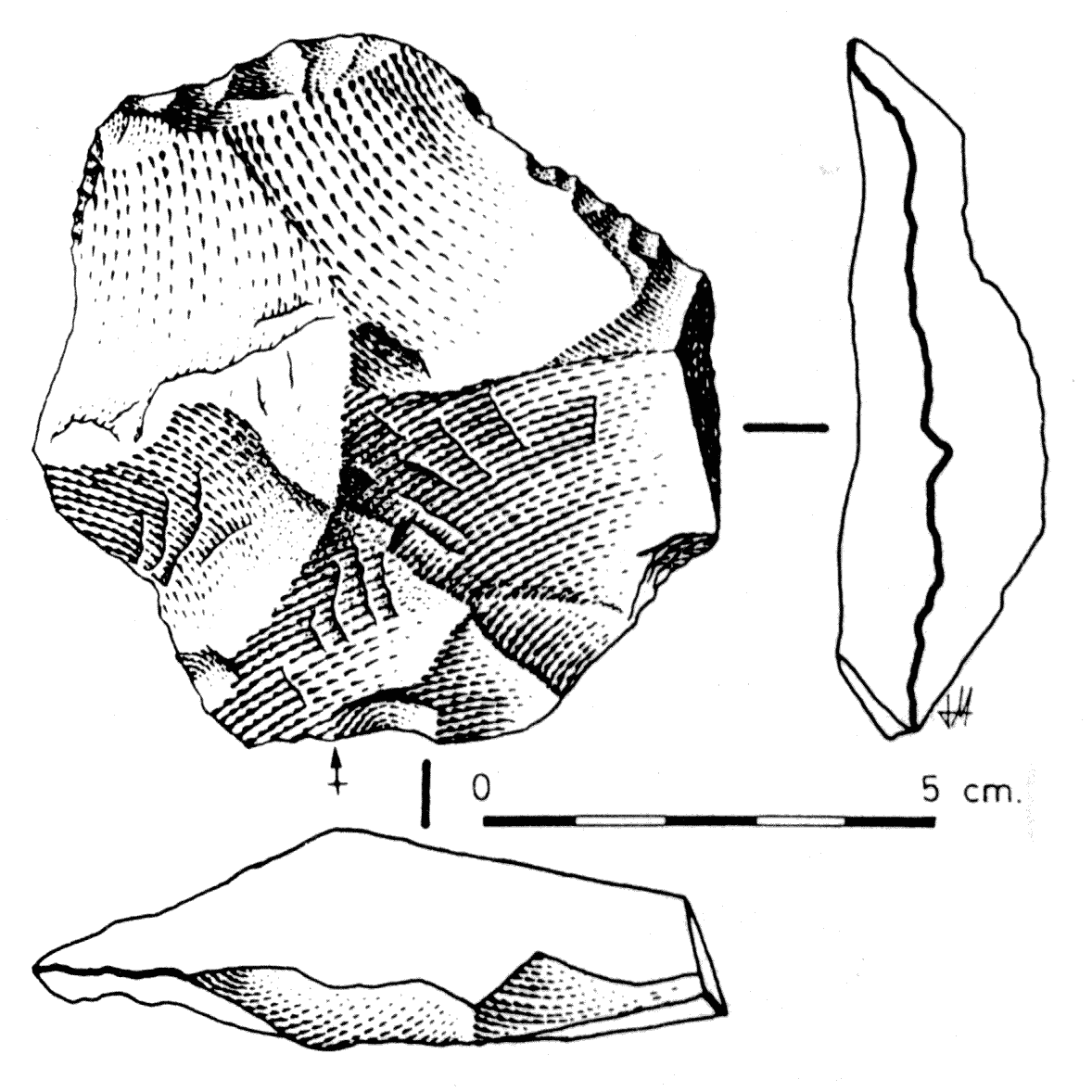
Lasca Levallois
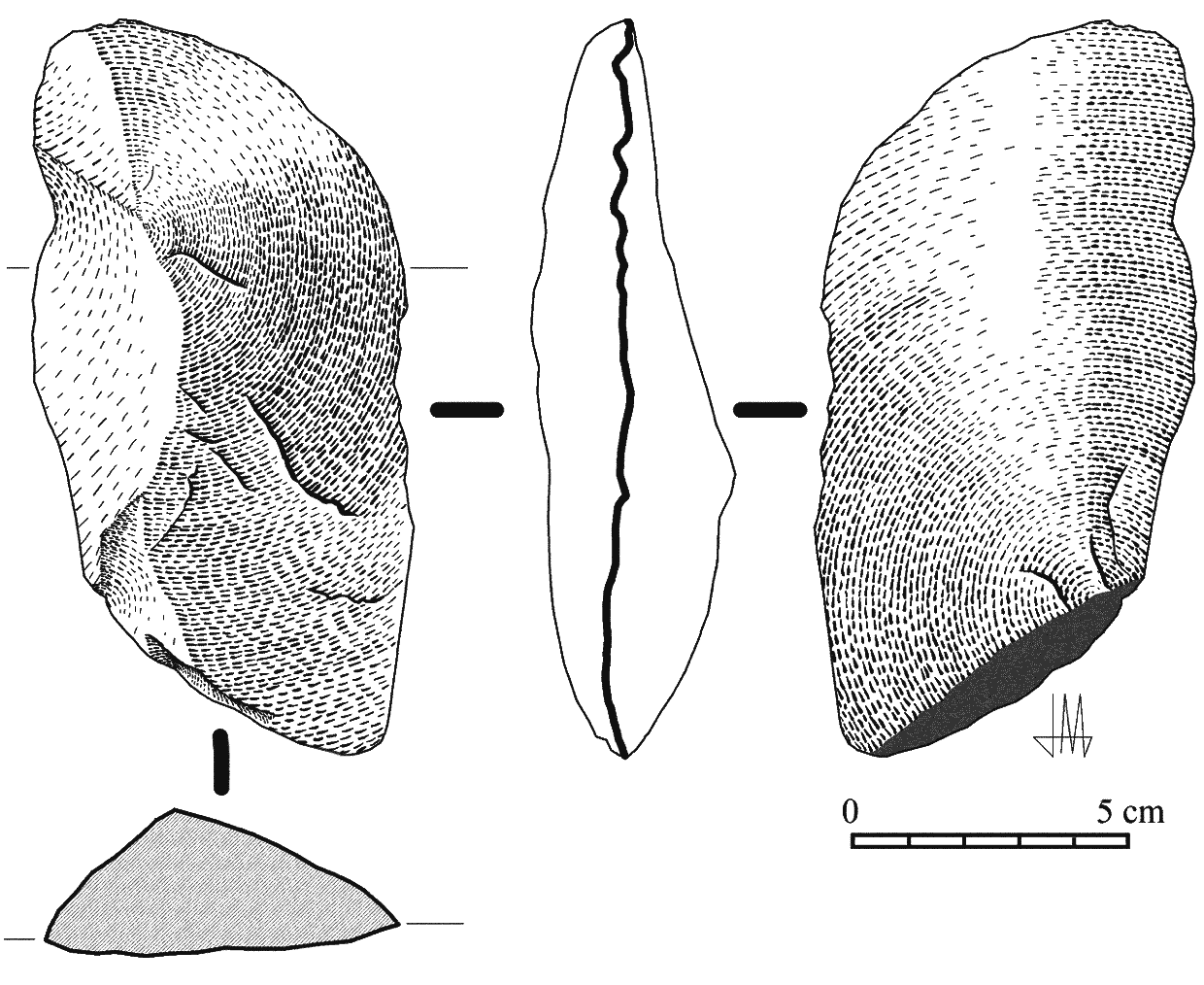
Lasca Kombewa
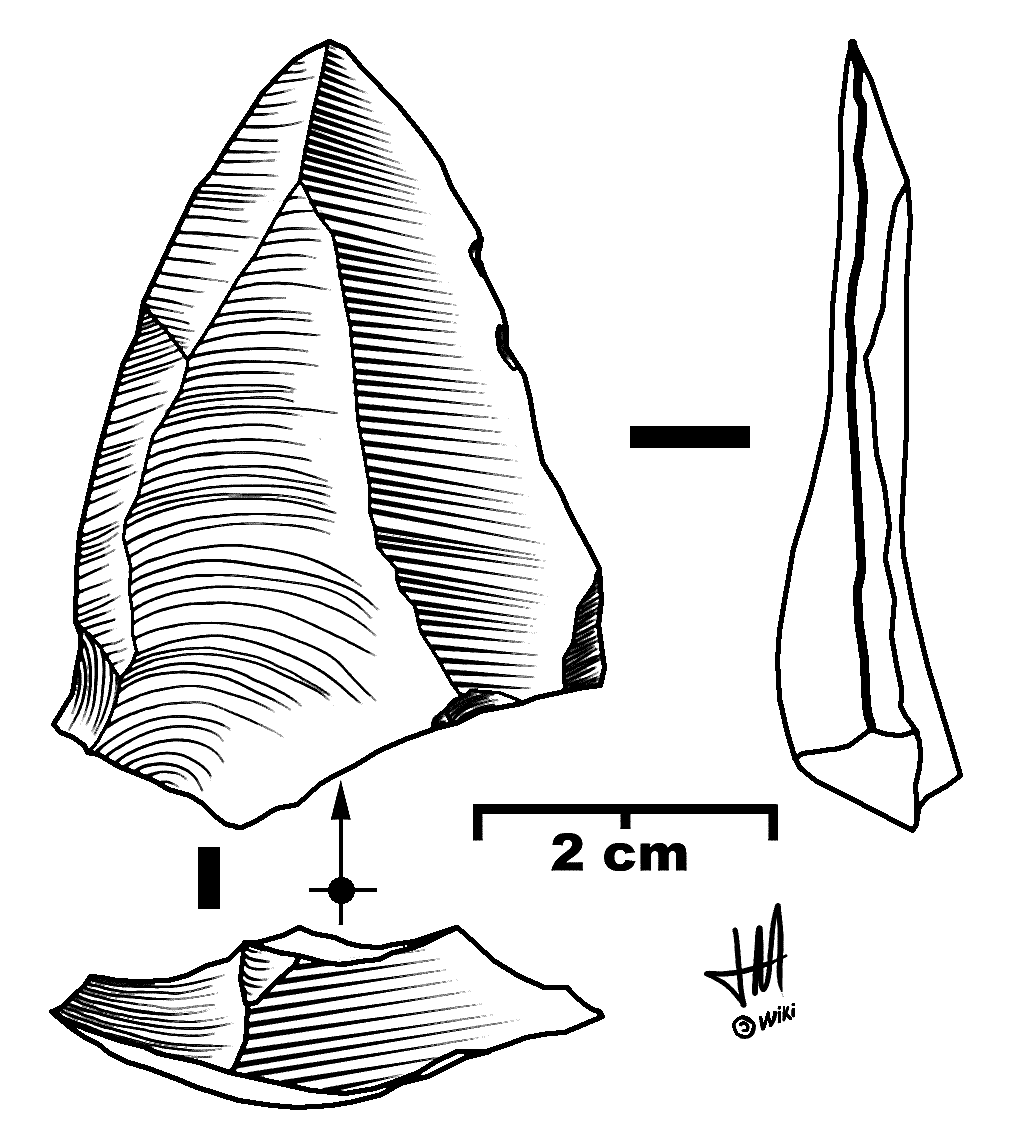
Punta Levallois
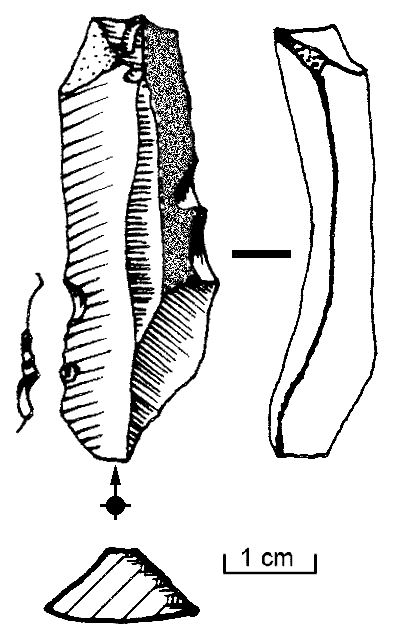
Hoja de sílex

## Los útiles sobre lasca
La versatilidad de las lascas (en sentido amplio), y la capacidad de los artesanos prehistóricos para darles la forma y el tamaño requerido hacen que éstas sirvan de soporte a prácticamente cualquier tipo de útil de piedra tallada. 
Desde los más antiguos artefactos, como los cantos tallados (cuya definición parece entrar en contradicción con el hecho de que algunos de ellos se elaboraron sobre lasca), hasta los espectaculares cuchillos de las grandes civilizaciones antiguas (aztecas, egipcios, megalíticos europeos..., todos tienen esa característica común), pasando por los bifaces achelenses, las raederas musterienses, las puntas del Paleolítico Superior y de la cultura Clovis, los microlitos epipaleolíticos, los dientes de hoz neolíticos, las puntas de flecha calcolíticas y un larguísimo etcétera, hasta llegar a los pedernales de fusil o las chinas de trillero.

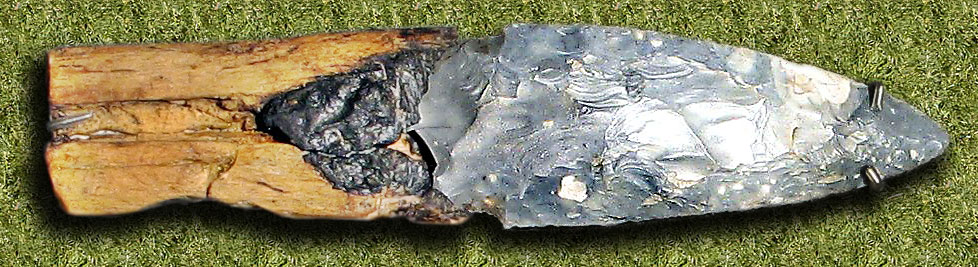
Cuchillo tallado sobre una hoja de sílex procedente de un asentamiento alemán del tercer milenio antes de Cristo.